# ファビオ・ヘンリケ・ペナ
ファビオ・ヘンリケ・ペナ（Fabio Henrique Pena、1990年8月27日 - ）は、ブラジル・ゴイアス州出身のプロサッカー選手。ロアッソ熊本に所属時の登録名は『ファビオ』。ポジションはミッドフィールダー（OMF、CMF）とフォワード（WG、CF）であった。

## 来歴
15歳でフィールドサッカーを始め、韓国、ウクライナで入団テストを経験した。ブラジル時代はモジミリンECに所属し、ブラジル留学中だった武富孝介、酒井宏樹と共にU20サンパウロ州選手権でプレーした。2010年4月にターレスと共にロアッソ熊本に入団した事が、クラブ公式ウェブサイトより2010年4月1日付で発表された。
2010年と2011年はチームの主力として活躍したが、2012年より負傷離脱することが多くなった。2014年も同様に負傷離脱する時期が長く、同シーズン末に契約満了につき退団となった。

## 所属クラブ
- 2010年  モジミリンEC
- 2010年 - 2014年  ロアッソ熊本
- 2016年 -   シロン・ラジョンFC

## 個人成績
| 国内大会個人成績 | 国内大会個人成績 | 国内大会個人成績 | 国内大会個人成績 | 国内大会個人成績 | 国内大会個人成績 | 国内大会個人成績 | 国内大会個人成績 | 国内大会個人成績 | 国内大会個人成績 | 国内大会個人成績 | 国内大会個人成績 |
| 年度             | クラブ           | 背番号           | リーグ           | リーグ戦         | リーグ戦         | リーグ杯         | リーグ杯         | オープン杯       | オープン杯       | 期間通算         | 期間通算         |
| 年度             | クラブ           | 背番号           | リーグ           | 出場             | 得点             | 出場             | 得点             | 出場             | 得点             | 出場             | 得点             |
| 日本             | 日本             | 日本             | 日本             | リーグ戦         | リーグ戦         | リーグ杯         | リーグ杯         | 天皇杯           | 天皇杯           | 期間通算         | 期間通算         |
| ---------------- | ---------------- | ---------------- | ---------------- | ---------------- | ---------------- | ---------------- | ---------------- | ---------------- | ---------------- | ---------------- | ---------------- |
| 2010             | 熊本             | 27               | J2               | 20               | 5                | -                | -                | 1                | 0                | 21               | 5                |
| 2011             | 熊本             | 27               | J2               | 35               | 3                | -                | -                | 1                | 0                | 36               | 3                |
| 2012             | 熊本             | 27               | J2               | 3                | 0                | -                | -                | 0                | 0                | 3                | 0                |
| 2013             | 熊本             | 9                | J2               | 27               | 1                | -                | -                | 0                | 0                | 27               | 1                |
| 2014             | 熊本             | 9                | J2               | 5                | 0                | -                | -                | 0                | 0                | 5                | 0                |
| 通算             | 日本             | 日本             | J2               | 90               | 9                | -                | -                | 2                | 0                | 92               | 9                |
| 総通算           | 総通算           | 総通算           | 総通算           | 90               | 9                | 0                | 0                | 2                | 0                | 92               | 9                |

- Jリーグ初出場 - 2010年5月2日 J2 第10節 対コンサドーレ札幌戦 (水前寺陸上競技場)
- Jリーグ初得点 - 2010年5月8日 J2 第12節 対愛媛FC戦 (水前寺陸上競技場)